# Gymnelia dubia
Gymnelia dubia là một loài bướm đêm thuộc phân họ Arctiinae, họ Erebidae.